# Idi-ilum
Idi-ilum est un shakkanakku ou un gouverneur affranchi de la tutelle akkadienne de la cité antique de Mari du XXIIe siècle av. J.-C.. Si les premiers shakkanakku sont mis en place par la dynastie akkadienne après le sac de la ville par Sargon ou son petit-fils Naram-Sin vers -2300, ces gouverneurs vont peu à peu gagner leur indépendance vis-à-vis du pouvoir central et créer leur propre dynastie, celle des shakkanakku.

## La statue du musée du Louvre
Une statue comportant une dédicace du shakkanakku Idi-ilum est conservée au musée du Louvre à Paris (France). Elle comporte une inscription cunéiforme en akkadien dont la traduction pourrait être « Idi-ilum, sakkanakku de Mari, à Ishtar (ou Innana), sa statue, a voué. Celui qui cette inscription ferait disparaître, que Ishtar (ou Innana) sa race supprime. ». La statue est découverte brisée dans la cour 148 du palais royal de Mari. Cette statue achéphale porte une tunique drapée luxueuse et bordée d'une frange terminée par des glands, retenue à la taille par une ceinture inconnue en Mésopotamie. Cette statue a peut-être fait l'objet d'un culte postérieur, à l'époque du roi Zimri-Lim (début du XVIIIe siècle av. J.-C.), culte appelé kipsum, dont les statues étaient positionnées dans la salle du trône du complexe palatal, face au roi sur une tribune.

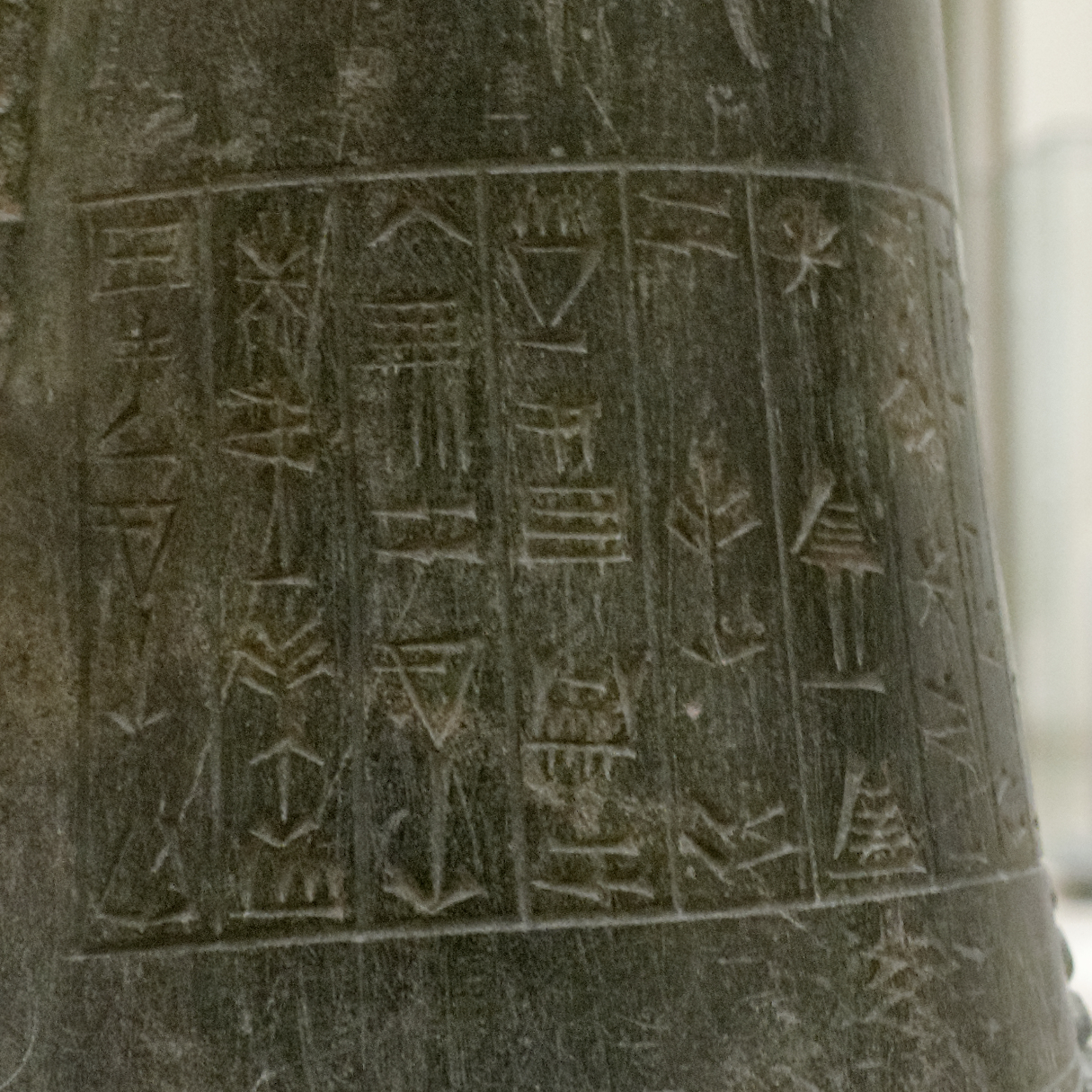
Partie gauche de l'inscription
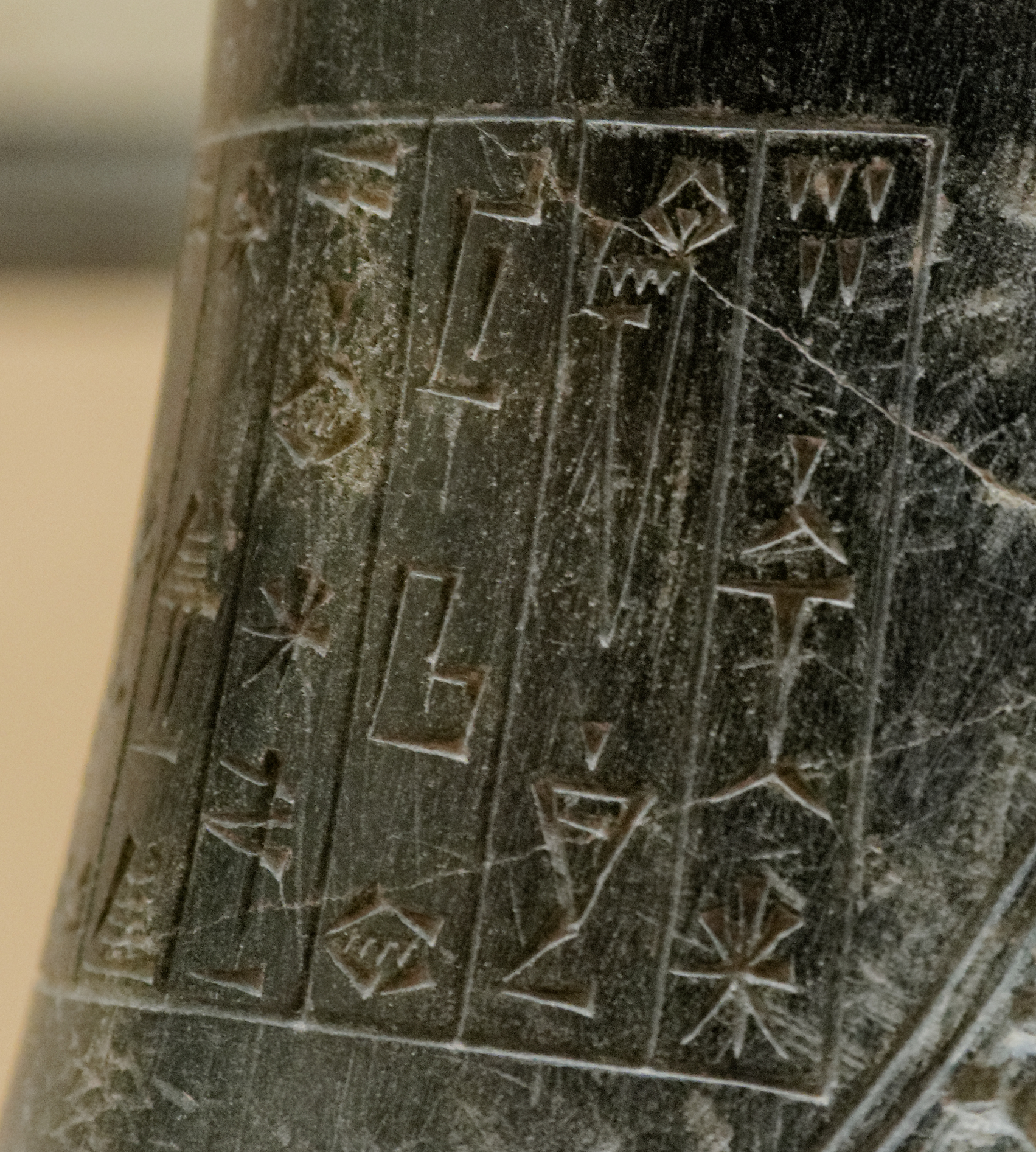
Partie droite de l'inscription